# Paradesisa mindanaonis
Paradesisa mindanaonis là một loài bọ cánh cứng trong họ Cerambycidae.